# Arquidiócesis de Manila
La arquidiócesis de Manila (en latín: Archidioecesis Manilensis, en inglés: Roman Catholic Archdiocese of Manila y en tagalo: Arkidiyosesis ng Maynila) es una circunscripción eclesiástica de la Iglesia católica en Filipinas. Se trata de la sede metropolitana de la provincia eclesiástica latina de Manila. La arquidiócesis tiene al arzobispo cardenal José Fuerte Advíncula como su ordinario desde el 20 de septiembre de 2014.

## Territorio y organización

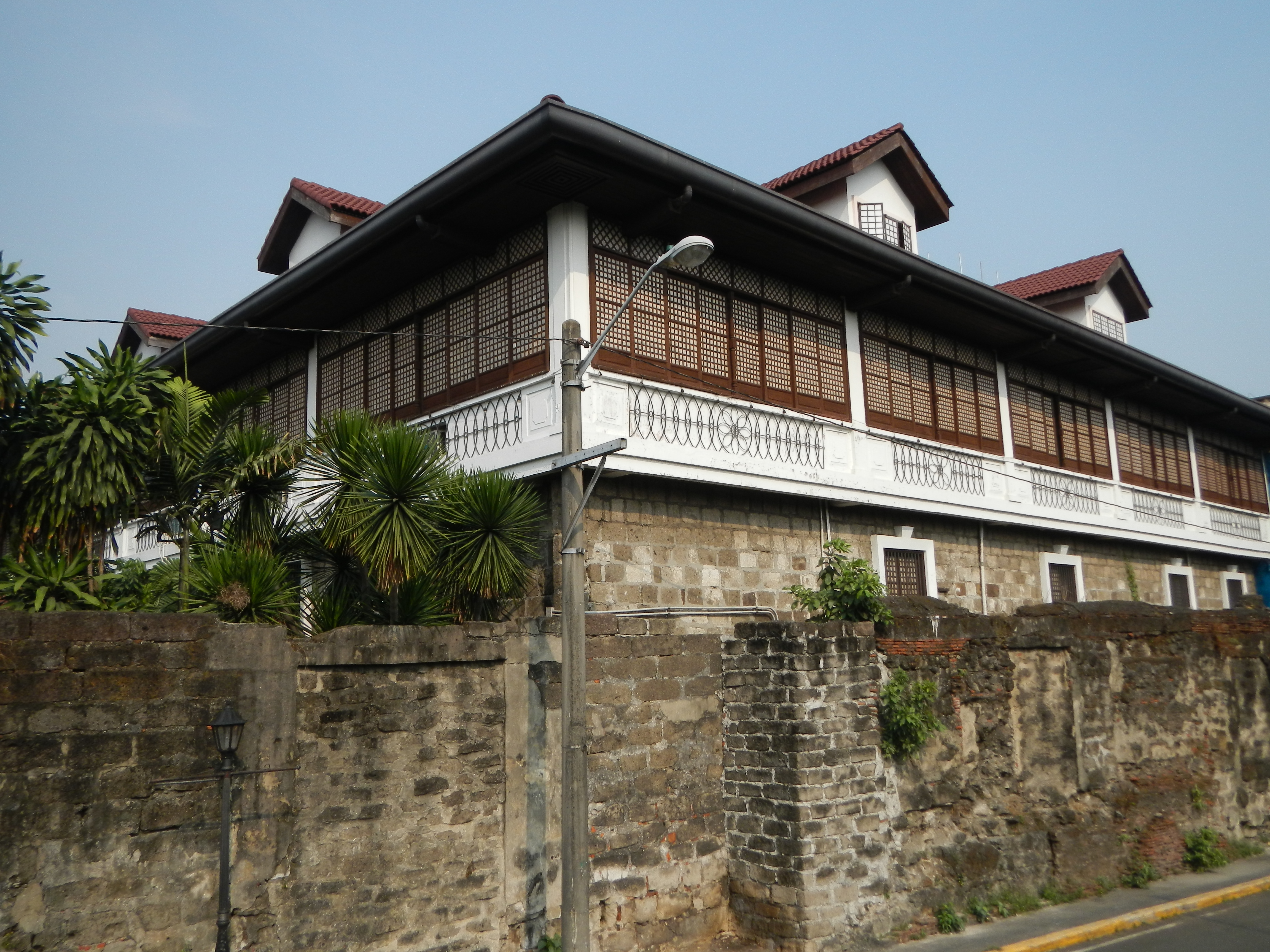
Residencia del arzobispo, Manila

La arquidiócesis tiene 117 km² y extiende su jurisdicción sobre los fieles católicos de rito latino residentes en las ciudades de: Manila, San Juan, Mandalúyong, Macati, Pásay y parte de la de Ciudad Quezon en la región de la Capital Nacional.
La sede de la arquidiócesis se encuentra en la ciudad de Manila, en donde se halla la Catedral basílica de la Inmaculada Concepción y la basílica de San Sebastián.
En 2019 en la arquidiócesis existían 86 parroquias.

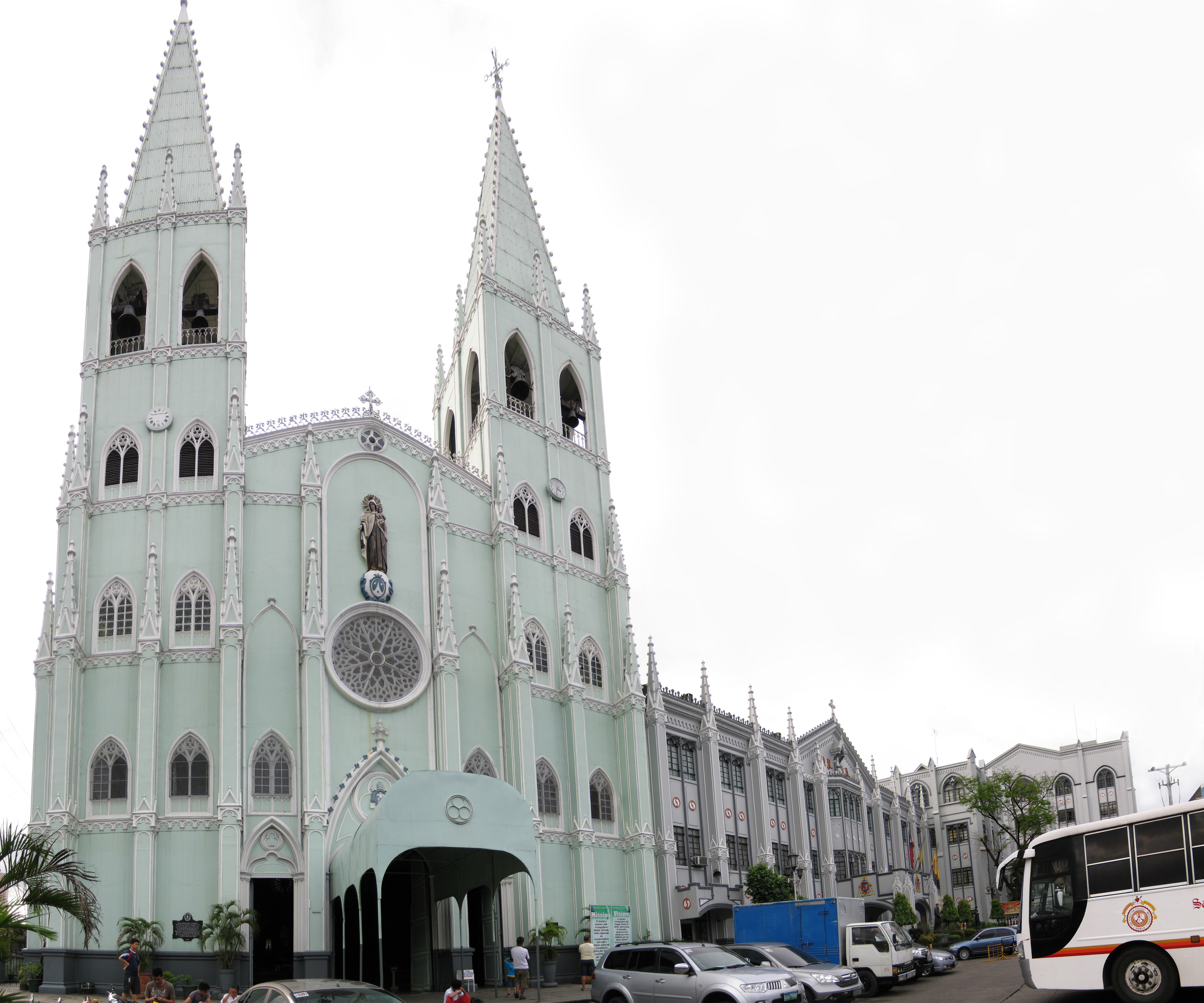
Basílica de San Sebastián, Manila

La arquidiócesis tiene como sufragáneas a las diócesis de: Antipolo, Caloocan, Cubao, Imus, Malolos, Novaliches, Parañaque, Pásig y San Pablo.
A finales del siglo XIX su prelado se hallaba asistido del cabildo eclesiástico compuesto de un deán, cuatro dignidades, a saber, arcediano, chantre, maestrescuela y tesorero, un doctoral, un penitenciario, un magistral, algunos canónigos de gracia y varios prebendados y capellanes de coro.

## Historia
La diócesis de Manila fue erigida el 6 de febrero de 1579 con la bula Illius fulti praesidio del papa Gregorio XIII. Originalmente fue sufragánea de la arquidiócesis de México y se extendió por Filipinas.
El 17 de septiembre de 1581 llegó a Manila su primer obispo: Domingo de Salazar (1579-1594)

"...El 21 de diciembre fray Domingo Salazar, natural de la Rioja religioso dominico y misionero en América durante cuarenta años tomó posesión del Obispado de Manila creado con el carácter de sufragáneo del de México.
Le acompañaron en su viaje á estas islas los padres jesuitas Antonio Sedeño y Alonso Sánchez, ocho franciscanos entre ellos el famoso lego Antonio de San Gregorio, y una misión de dominicos de los cuales llegó únicamente fray Cristóbal Salvatierra..."
Felipe M. de Govantes.

La diócesis comprendía las provincias y distritos de Manila, Bataán, Batangas, Bulacán, Cavite, Infanta, Laguna, Mindoro, Mórong, Nueva Écija, Pampanga, Príncipe, Tárlac y Zambales, contándose en ella 259 parroquias con 1 811 445 almas.
El 14 de agosto de 1595 cedió partes de su territorio para la erección de las diócesis de Cáceres, Cebú y Nueva Segovia (hoy todas arquidiócesis) y al mismo tiempo fue elevada al rango de arquidiócesis metropolitana mediante la bula Super specula militantis Ecclesiae del papa Clemente VIII.
Al formarse en base al mandato constitucional la Diputación Provincial de las Islas Filipinas esta arquidiócesis coincide con una de las cuatro provincias en que se ha dividido el Reyno de Filipinas para facilitar las elecciones de diputados:

"...La provincia de Manila, cuya capital es la ciudad del mismo nombre se ha subdividido en once partidos que son:
- La Plaza de Manila.
- El Gobierno de Cavite.
- Los cuatro Corregimientos de Tondo, Zambales, Nueva Écija y Mindoro.
- Las cinco Alcaldías Mayores de Laguna de Bay, Batangas, Bulacán, Pampanga y Bataán..."

Prontuario Directivo.

Posteriormente cedió otras porciones de territorio para la erección de las diócesis de:
- la diócesis de Lipá (hoy arquidiócesis de Lipá) el 10 de abril de 1910;
- la diócesis de San Fernando (hoy arquidiócesis de San Fernando) el 11 de diciembre de 1948 mediante la bula Probe noscitur del papa Pío XII;[6]
- las diócesis de Imus y de Malolos el 25 de noviembre de 1961 mediante la bula Christifidelium consulere del papa Juan XXIII;[7]
- la diócesis de Antipolo el 24 de febrero de 1983 mediante la bula Quoniam in recte del papa Juan Pablo II;[8]
- las diócesis de Novaliches (mediante la bula Animarum utilitati)[9] y de Parañaque (mediante la bula Ad efficacius providendum)[10] el 7 de diciembre de 2002 por el papa Juan Pablo II;
- las diócesis de Cubao (mediante la bula Quo satius provideretur),[11] de Caloocan (mediante la bula Quoniam quaelibet Ecclesia)[12] y de Pásig (mediante la bula Dei claritas)[13] el 28 de junio de 2003 por el papa Juna Pablo II.

## Estadísticas
Según el Anuario Pontificio 2020 la arquidiócesis tenía a fines de 2019 un total de 2 746 900 fieles bautizados.
| Año                                                                             | Población            | Población | Población      | Sacerdotes | Sacerdotes    | Sacerdotes    | Bautizados por sacerdote | Diáconos permanentes | Religiosos | Religiosos | Parroquias |
| Año                                                                             | Bautizados católicos | Total     | % de católicos | Total      | Clero secular | Clero regular | Bautizados por sacerdote | Diáconos permanentes | Varones    | Mujeres    | Parroquias |
| ------------------------------------------------------------------------------- | -------------------- | --------- | -------------- | ---------- | ------------- | ------------- | ------------------------ | -------------------- | ---------- | ---------- | ---------- |
| 1950                                                                            | 1 749 316            | 2 120 590 | 82.5           | 489        | 157           | 332           | 3577                     |                      | 611        | 1230       | 117        |
| 1970                                                                            | 3 071 878            | 3 596 639 | 85.4           | 1426       | 162           | 1264          | 2154                     |                      | 1516       | 3315       | 111        |
| 1980                                                                            | 5 497 954            | 5 867 613 | 93.7           | 1218       | 163           | 1055          | 4513                     | 1                    | 2144       | 3149       | 158        |
| 1990                                                                            | 6 502 000            | 6 917 000 | 94.0           | 1119       | 364           | 755           | 5810                     |                      | 2367       | 2807       | 201        |
| 1999                                                                            | 8 486 273            | 9 349 581 | 90.8           | 1464       | 547           | 917           | 5796                     | 91                   | 2522       | 2556       | 263        |
| 2000                                                                            | 8 463 112            | 9 349 581 | 90.5           | 1364       | 585           | 779           | 6204                     | 14                   | 2366       | 2463       | 267        |
| 2001                                                                            | 8 699 253            | 9 379 474 | 92.7           | 549        | 803           | 1352          | 6434                     | 14                   | 1856       | 2803       | 270        |
| 2002                                                                            | 8 699 253            | 9 379 474 | 92.7           | 1188       | 528           | 660           | 7322                     | 7                    | 1675       | 2156       | 270        |
| 2003                                                                            | 2 719 781            | 2 993 000 | 90.9           | ?          | ?             | ?             | ?                        |                      | 303        | 710        | 85         |
| 2004                                                                            | 2 719 781            | 2 993 000 | 90.9           | 475        | 219           | 256           | 5725                     | 2                    | 369        | 1730       | 85         |
| 2013                                                                            | 3 049 000            | 3 484 000 | 87.5           | 640        | 271           | 369           | 4764                     | 1                    | 529        | 899        | 85         |
| 2016                                                                            | 3 212 000            | 3 670 000 | 87.5           | 587        | 245           | 342           | 5471                     | 2                    | 522        | 736        | 85         |
| 2019                                                                            | 2 746 900            | 3 395 460 | 80.9           | 654        | 254           | 400           | 4200                     | 2                    | 583        | 773        | 86         |
| Fuente: Catholic-Hierarchy, que a su vez toma los datos del Anuario Pontificio. |                      |           |                |            |               |               |                          |                      |            |            |            |

## Episcopologio

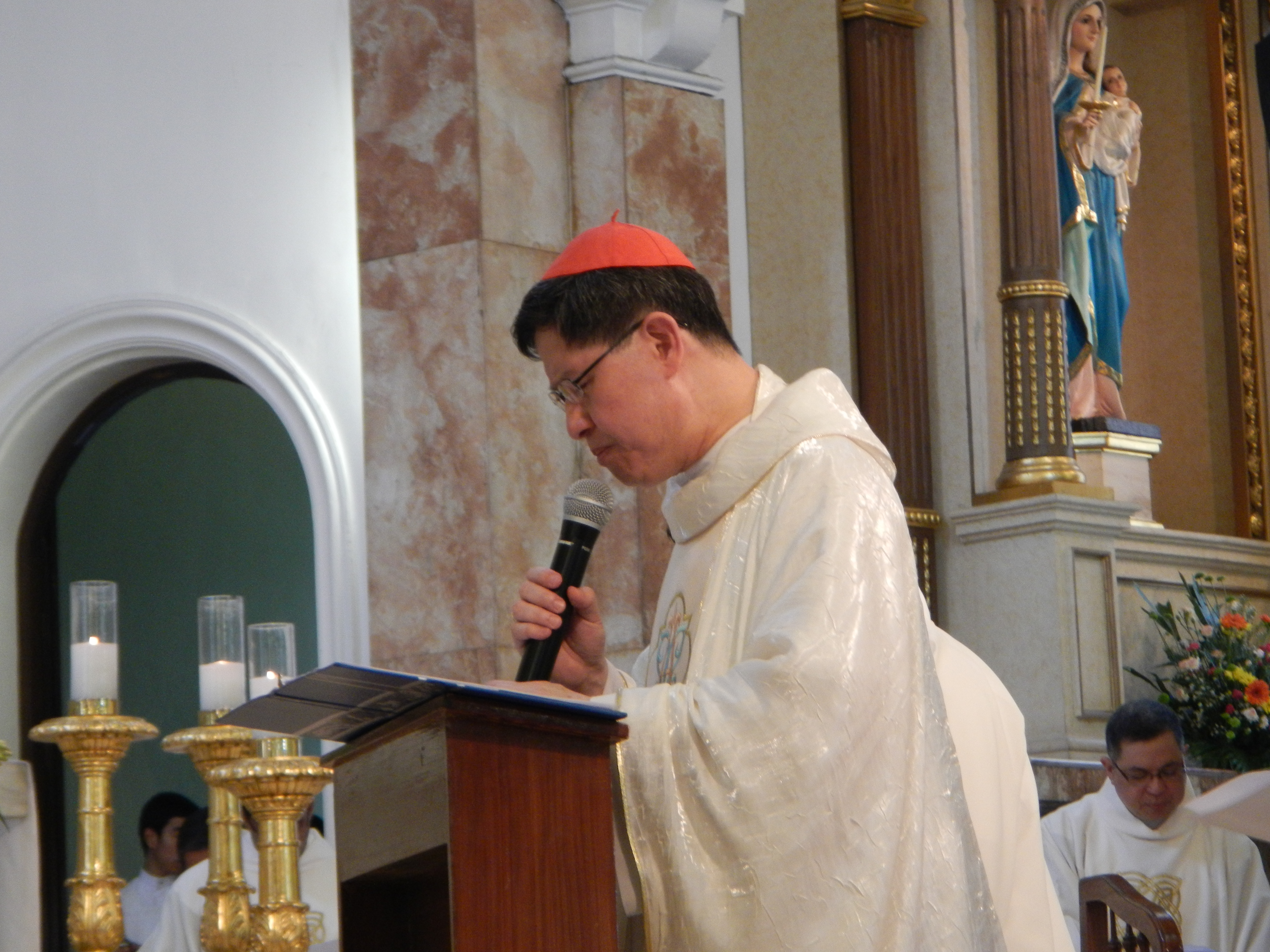
Cardenal Luis Antonio Tagle

- Domingo de Salazar, O.P. † (6 de febrero de 1579-4 de diciembre de 1594 falleció)
- Ignacio Santibáñez, O.F.M. † (30 de agosto de 1595-14 de agosto de 1598 falleció)
  - Sede vacante (1598-1602)
- Miguel de Benavides, O.P. † (7 de octubre de 1602-26 de julio de 1605 falleció)
  - Sede vacante (1605-1608)
- Diego Vázquez de Mercado † (28 de marzo de 1608-12 de junio de 1616 falleció)
- Miguel García Serrano, O.S.A. † (12 de febrero de 1618-14 de junio de 1629 falleció)
  - Sede vacante (1629-1634)
- Hernando Guerrero, O.S.A. † (9 de enero de 1634-1 de julio de 1641 falleció)
  - Sede vacante (1641-1646)
- Fernando Montero Espinosa † (5 de febrero de 1646-1648 falleció)
- Miguel de Poblete Casasola † (21 de junio de 1649-8 de diciembre de 1667 falleció)
  - Sede vacante (1667-1672)
- Juan López † (14 de noviembre de 1672-12 de febrero de 1674 falleció)
  - Sede vacante (1674-1680)
- Felipe Fernández de Pardo, O.P. † (8 de enero de 1680-31 de diciembre de 1689 falleció)
  - Sede vacante (1689-1696)
- Diego Camacho y Ávila † (19 de agosto de 1696-14 de enero de 1704 nombrado obispo de Guadalajara)
- Francisco de la Cuesta, O.S.H. † (1704-23 de septiembre de 1723 nombrado obispo de Michoacán)
- Carlos Bermúdez de Castro † (20 de noviembre de 1724-13 de noviembre de 1729 falleció)
  - Sede vacante (1729-1731)
- Juan Ángel Rodríguez, O.SS.T. † (17 de diciembre de 1731-24 de junio de 1742 falleció)
- Pedro José Manuel Martínez de Arizala, O.F.M. † (3 de febrero de 1744-28 de mayo de 1755 falleció)
  - Sede vacante (1755-1757)
- Manuel Antonio Rojo del Río Vera † (19 de diciembre de 1757-30 de enero de 1764 falleció)
  - Sede vacante (1764-1766)
- Basilio Tomás Sancho Hernando, Sch.P. † (14 de abril de 1766-17 de diciembre de 1787  nombrado arzobispo de Granada)
- Juan Antonio Gallego y Orbigo, O.F.M.Disc. † (15 de diciembre de 1788-17 de mayo de 1797 falleció)
  - Sede vacante (1797-1804)
- Juan Antonio Zulaibar, O.P. † (26 de marzo de 1804-4 de marzo de 1824 falleció)
  - Sede vacante (1824-1826)
- Hilarión Díez, O.S.A. † (3 de julio de 1826-7 de mayo de 1829 falleció)
- José Seguí, O.S.A. † (5 de julio de 1830-4 de julio de 1845 falleció)
- José Aranguren, O.S.A. † (19 de enero de 1846-18 de abril de 1861 falleció)
- Gregorio Melitón Martínez Santa Cruz † (23 de diciembre de 1861-30 de septiembre de 1875 renunció)
- Pedro Payo y Piñeiro, O.P. † (28 de enero de 1876-1 de enero de 1889 falleció)
- Bernardino Nozaleda y Villa, O.P. † (27 de mayo de 1889-4 de febrero de 1902 renunció[15])
- Jeremiah James Harty † (6 de junio de 1903-16 de mayo de 1916 nombrado arzobispo a título personal de Omaha)
- Michael James O'Doherty † (6 de septiembre de 1916-13 de octubre de 1949 falleció)
- Gabriel Martelino Reyes † (13 de octubre de 1949 por sucesión-10 de octubre de 1952 falleció)
- Rufino Jiao Santos † (10 de febrero de 1953-3 de septiembre de 1973 falleció)
- Jaime Lachica Sin † (21 de enero de 1974-15 de septiembre de 2003 retirado)
- Gaudencio Borbon Rosales (15 de septiembre de 2003-13 de octubre de 2011 retirado)
- Luis Antonio Tagle (13 de octubre de 2011-8 de diciembre de 2019 nombrado prefecto de la Congregación para la Evangelización de los Pueblos)[16]
- José Fuerte Advíncula, desde el 25 de marzo de 2021